# August Friedrich Pauly

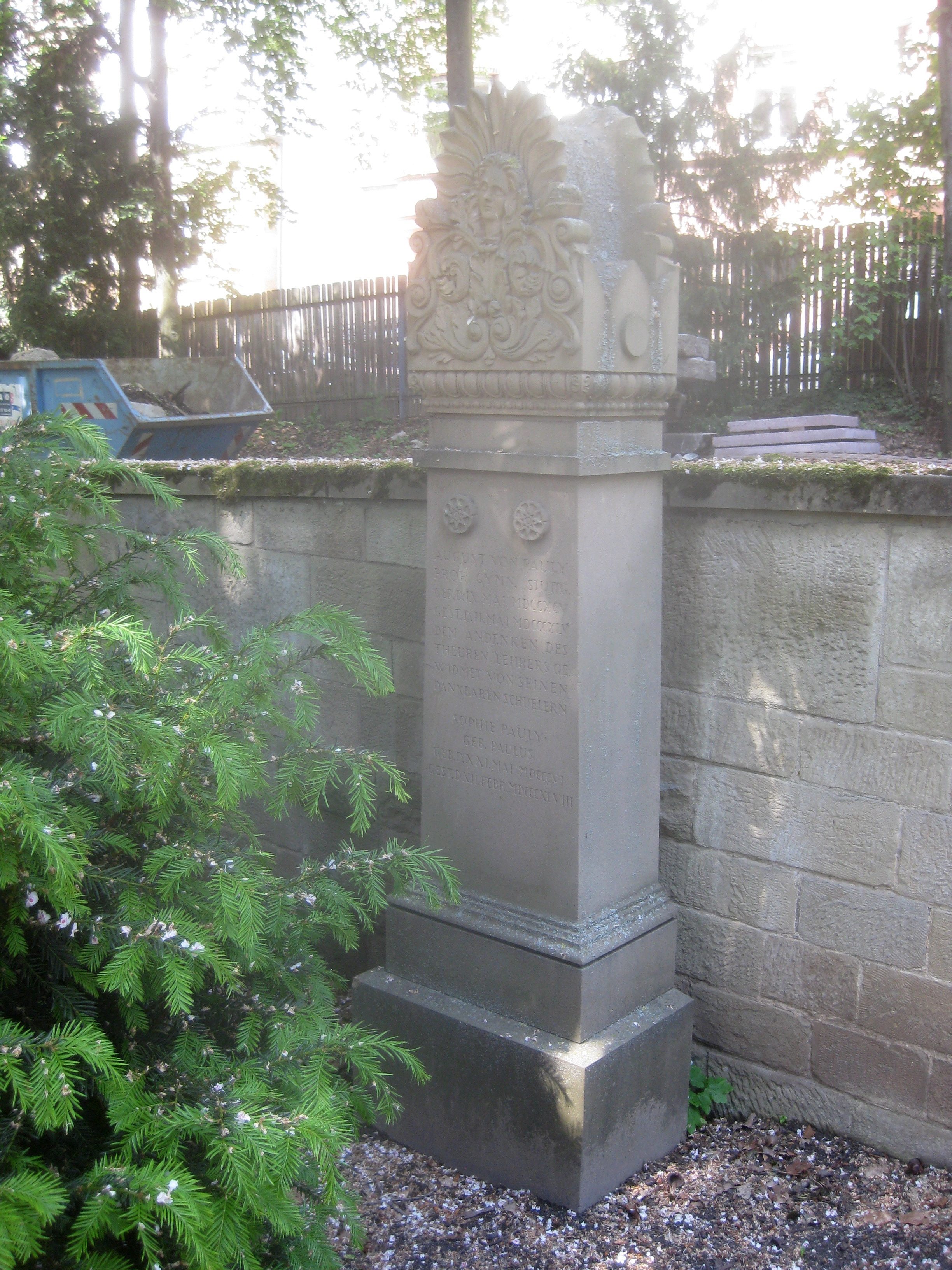
Tomba di August Friedrich Pauly a Stoccarda

August Friedrich Pauly (Benningen am Neckar, 9 maggio 1796 – Stoccarda, 2 maggio 1845) è stato un filologo classico tedesco.

## Biografia
L'opera principale di Pauly è stata la Real-Encyclopädie der classischen Alterthumswissenschaft in alphabetischer Ordnung, che dirigerà dal 1837. Pauly morì nel 1845 prima che potesse completare il suo lavoro, che fu ripreso da Ernst Christian Walz e Wilhelm Siegmund Teuffel per altri sette anni. Questa prima edizione consisteva di sei volumi. Una seconda edizione venne fatta negli anni 1861 fino al 1866 ma mai completata. Una nuova edizione del lavoro fu realizzata da Georg Wissowa ed è chiamata Pauly-Wissowa. Una sintesi di questa è la piccola Pauly, realizzata dal 1964 al 1975, in cinque volumi. L'enciclopedia, radicalmente revisionata, venne pubblicata col titolo The New Pauly fra il 1996 ed il 2003.
Nel 1841 venne nominato Cavaliere dell'Ordine della corona del Württemberg.